# میبن (ویرجینیای غربی)
میبن (به انگلیسی: Maben) یک منطقهٔ مسکونی در ایالات متحده آمریکا است که در شهرستان وایومینگ، ویرجینیای غربی قرار دارد.